# Паропрегревател
Паропрегревател – устройство, предназначено за прегряване на парата, т.е. повишаване на нейната температура над точката на насищане. Използването на прегрята пара позволява значително да се повиши КПД-то на парната установка.
Прегрята пара широко се използва за задвижване на турбините на топлоелектрическите централи, от началото на 20 век се използва на всички видове парни локомотиви. Също така има разработени проекти за ядрени реактори, където част от технологичните канали трябва да се използват за прегряване на парата пред подаването и в турбините (по-подробно виж в статията за РБМК на руски).
Паропрегревателя представлява система от тръбни канали, лежащи в горивната камера. За да се намали отлагането на накип (котлен камък) по стените, паропрегревателите се включват към системата след паросепараторите, отделящи малките капки вода. Образуването на накипи води до увеличаване на топлинното съпротивление на стените на каналите, което, на свой ред, води до прегряване и изгаряне на елементите на паропрегревателя.
При използване на нискокачествени въглища често възниква проблема за абразивното износване на тръбите на паропрегревателя от продуктите на горенето. За намаляването му се прилага газотермично напрашаване със защитно покритие.

## Класификация на паропрегревателите
Според начина на предаване на топлинната енергия
- радиационни;
- конвекторни;
- комбинирани (радиационно-конвекторни).

На свой ред, конвекторните паропрегреватели се различават по съотношението на потока пара и нагряващ газ на:
- правоточни (направленията на движенията на греещата и нагреваемата среда съвпадат);
- противоточни (направленията на движенията на средите са противоположни);
- комбинирани.

Правоточните паропрегреватели създават максимални разлики на температурата между парата и газа, но имат малък срок служба поради прогарянето (разрушаване в резултат на дълговременно въздействие на недопустимо висока температура) на тръбите. При противоточните най-интензивно се охлаждат тръните в зоната на високите температури, но при тях също е възможно прегаряне при натрупването на накип и снижаване на степента на охлаждане на тръбите. Комбинираните паропрегреватели работят с противоток в областта на ниските температури на газовете и на правоток в областта на високите температури, постигайки компромис между свойствата на двата предходни типа.
За целите на повишаване на стабилността на температурата на парата на изхода на паропрегревателя той може да бъде оборудван със специален регулатор, който работи на един от следните принципи:
- управляемо впръскване на кондензат на входа на паропрегревателя, което изменя степента на влажност на парата;
- насочване на част от парата в пароохладител (най-разпространен);
- регулиране на потока на нагряващите газове;
- въртене на горелките на котела и др.

В съвременната енергетика, в котлите високо и свръхвисоко налягане се използват междинни (вторични) паропрегреватели, в които се подава пара след разширението и в цилиндъра високо налягане на парната турбина. Междинното прегряване на парата се използва за намаляване на влажността на парата в последните стъпала на турбините и, като следствие, получаване на възможност да се понижи налягането на изхода на турбините. Това позволява по-пълно използване на топлината, носена от парата, и, като следствие, да се повиши КПД на установката. Конструкцията на вторичните паропрегреватели принципно не се отличава от конструкцията на първичните.